# Sport Club Internacional (femminile)
Lo Sport Club Internacional, noto comunemente come Internacional o Gurias Coloradas e in lingua italiana come Internacional di Porto Alegre, è una squadra di calcio femminile brasiliana, sezione dell'omonimo club con sede nella città Porto Alegre, nella regione del Rio Grande do Sul.

## Storia
Il club ha iniziato a competere con una squadra femminile nel 1983 e, nel 1987, ha conquistato il terzo posto nel campionato brasiliano. Nel 1996, su iniziativa di Eduarda Luizelli (Duda), l'Inter riprende lo sport e nel 2000 diventa campione della Coppa del Sud. L'anno successivo è stato due volte campione, vincitore della Copa Cidade de Gravataí e medaglia di bronzo della Taça Brasil.
Dopo un periodo di assenza di attività, il dipartimento di calcio femminile è stato nuovamente riattivato nel 2017, anticipando la normativa che prevede l'obbligo imposto alle società dalla CONMEBOL, che entrò in vigore dal 2019.
Nel loro primo anno di attività, le Gurias Coloradas si sono assicurate un posto nel Brasileirão A2 2018, la seconda divisione del campionato brasiliano femminile di calcio. Sempre nel 2017, il club ha conquistato la Coppa Gauchão, il primo trofeo vinto dopo la riattivazione del dipartimento, sollevata dopo la vittoria in finale sulle avversarie del Grêmio.
L'anno successivo, partecipando al campionato nazionale, le Gurias Coloradas hanno raggiunto imbattute le semifinali del Brasileirão A2. Superato dal Vitória, il club ha concluso la sua partecipazione al terzo posto, tuttavia è stato ugualmente promosso grazie ritiro del Rio Preto.
Nei primi anni di partecipazione al massimo campionato brasiliano, il club è riuscito ad avanzare nelle fasi, venendo eliminato ai quarti di finale. Nel 2021, il club ha fatto la sua migliore prestazione stagionale piazzandosi al quarto posto, venendo eliminato dal Palmeiras in semifinale. Il club è riuscito anche a vincere tre volte il campionato statale, superando la rivale Gremio.

## Palmarès

### Competizioni interstatali
- Campionato Gaúcho femminile: 11

1983, 1984, 1997, 1998, 1999, 2002, 2003, 2017, 2019, 2020, 2021

## Organico

### Rosa 2022
Rosa, ruoli e numeri di maglia come da sito ufficiale, aggiornati al 10 ottobre 2022.
| N. |                    | Ruolo | Calciatrice   |
| -- | ------------------ | ----- | ------------- |
| 1  | Brasile (bandiera) | P     | Gabi Barbieri |
| 3  | Brasile (bandiera) | D     | Bruna Benites |
| 4  | Brasile (bandiera) | D     | Sorriso       |
| 5  | Brasile (bandiera) | C     | Juliana       |
| 6  | Brasile (bandiera) | D     | Isabela       |
| 7  | Brasile (bandiera) | D     | Fabi Simões   |
| 8  | Brasile (bandiera) | C     | Djeni         |
| 9  | Brasile (bandiera) | A     | Lelê          |
| 10 | Brasile (bandiera) | C     | Duda          |
| 11 | Brasile (bandiera) | A     | Mileninha     |
| 12 | Brasile (bandiera) | P     | Mayara        |
| 14 | Brasile (bandiera) | A     | Millene       |
| 15 | Brasile (bandiera) | C     | Zóio          |
| 16 | Brasile (bandiera) | A     | Kamile        |
| 17 | Brasile (bandiera) | C     | Capelinha     |

| N. |                    | Ruolo | Calciatrice    |
| -- | ------------------ | ----- | -------------- |
| 18 | Brasile (bandiera) | C     | Maiara         |
| 19 | Brasile (bandiera) | A     | Priscila       |
| 20 | Brasile (bandiera) | C     | Bárbara        |
| 21 | Brasile (bandiera) | P     | Mari Zanella   |
| 23 | Brasile (bandiera) | D     | Isa Haas       |
| 25 | Brasile (bandiera) | C     | Ketlin         |
| 27 | Brasile (bandiera) | C     | Danny Teixeira |
| 28 | Brasile (bandiera) | D     | Agapito        |
| 29 | Brasile (bandiera) | D     | Thamirys       |
| 30 | Brasile (bandiera) | A     | Tamara         |
| 31 | Brasile (bandiera) | D     | Carla          |
| 32 | Brasile (bandiera) | A     | Júlia          |
| 33 | Brasile (bandiera) | D     | Eskerdinha     |
| 34 | Brasile (bandiera) | D     | Carol Gil      |
| 35 | Brasile (bandiera) | A     | Bia Gomes      |